# Chroma key

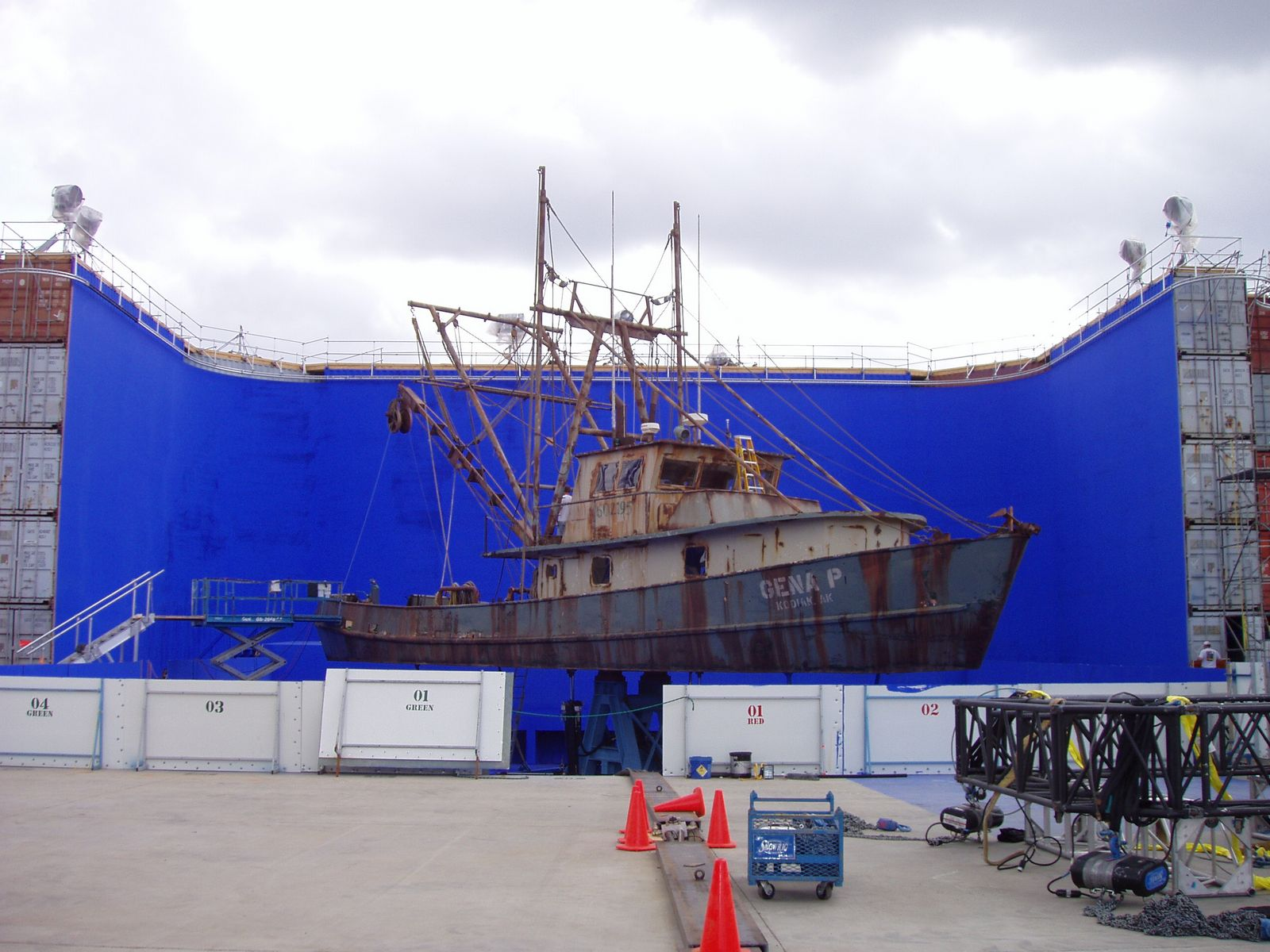
Fiskebåt på mekanisk rigg med bluescreen för inspelning av filmen The Guardian.

Chroma key är en metod att dölja och/eller skenbart göra objekt osynliga/genomskinliga i film- och TV-produktioner. Beroende på den använda färgen kan man tala om bluescreen eller greenscreen. Chroma betyder färg på grekiska och key är engelska för nyckel. Med datorprogram kan man ersätta den gröna eller blåa bakgrunden bakom objektet med vad som helst. Vilken färg som helst kan användas. Man använder vanligen grön eller blå skärm eftersom de är färgerna längst ifrån människors hudfärg.

## Bluescreen

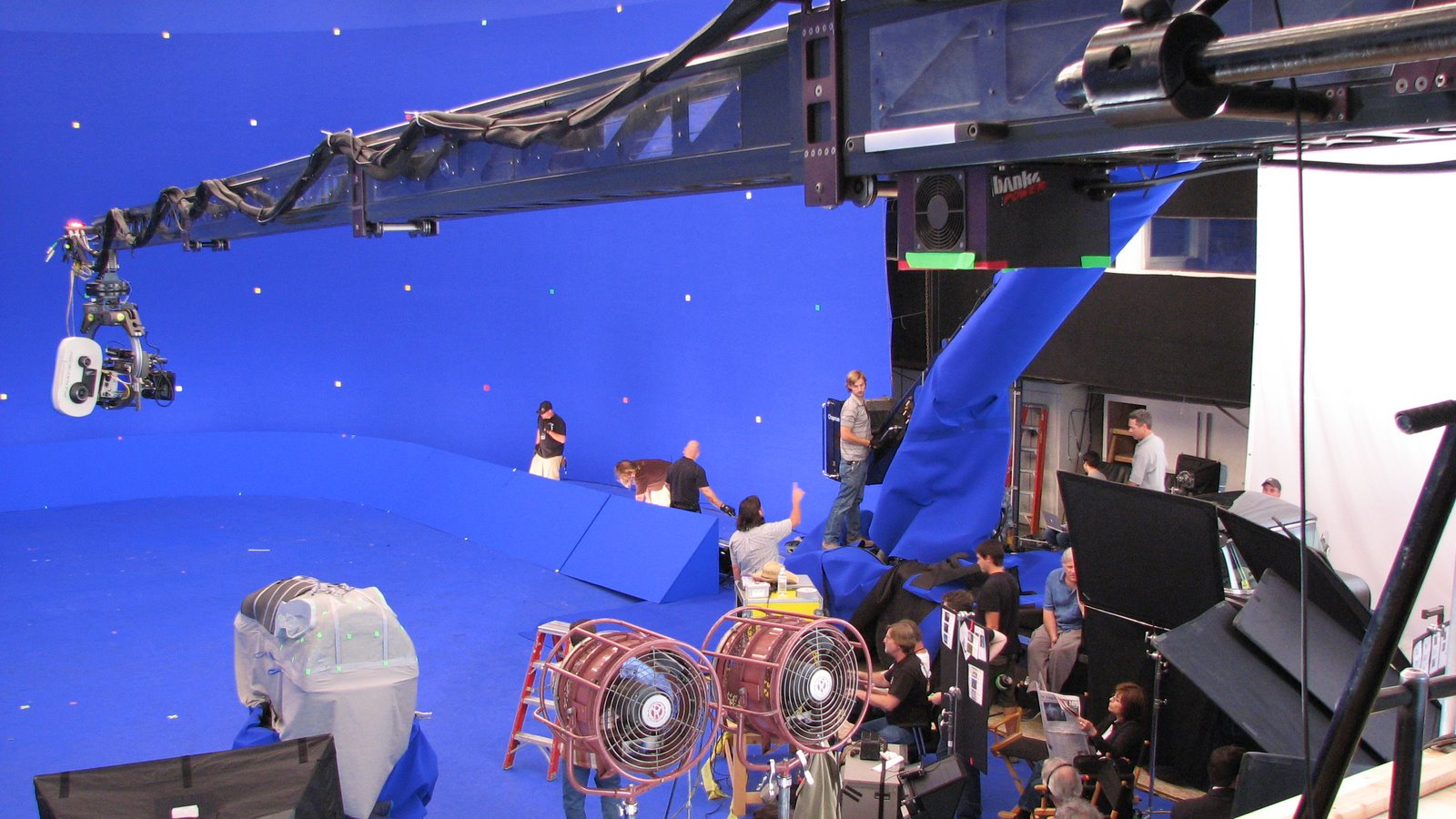
Produktionen av filmen Spiderwick som använder bluescreen.

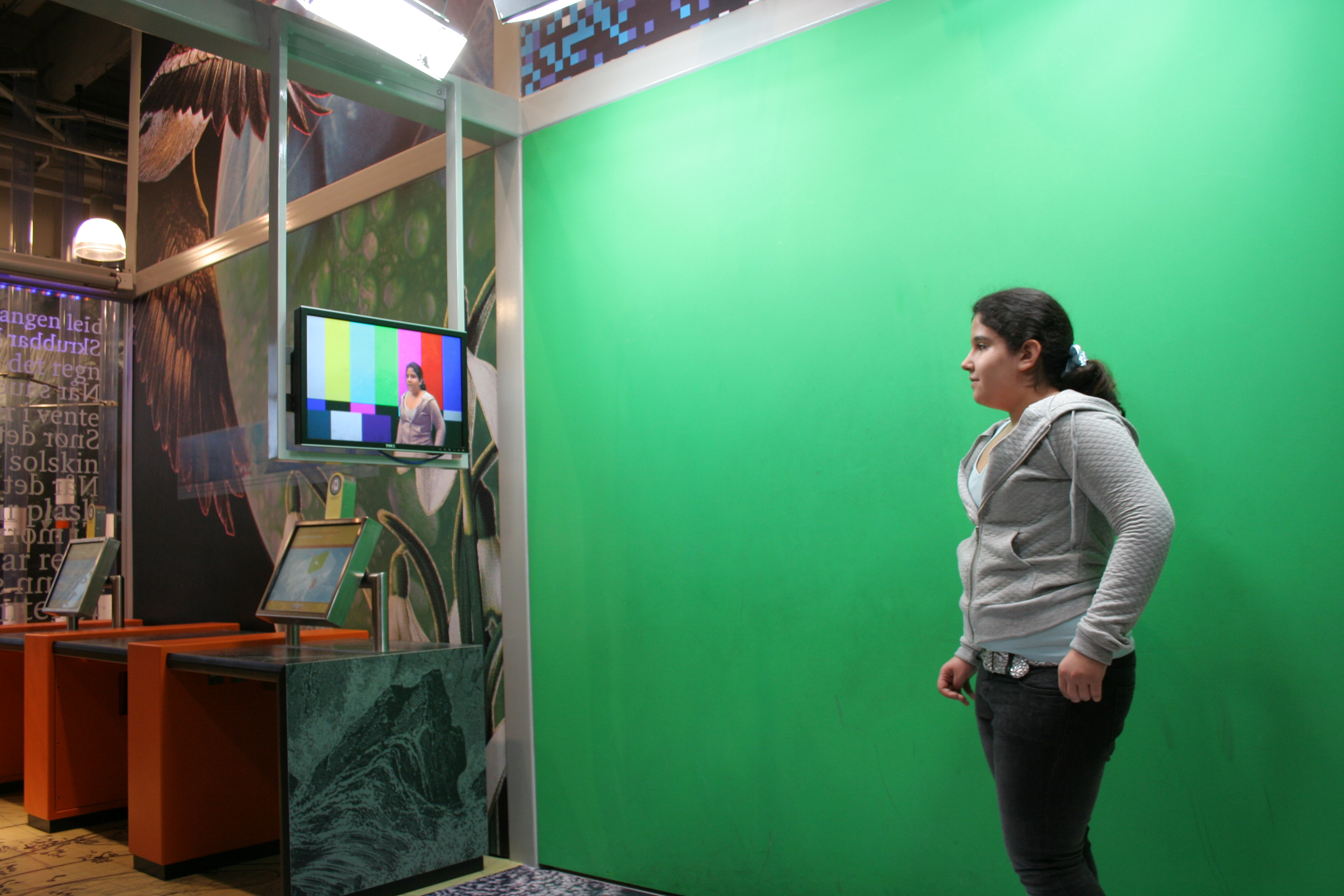
En meteorolog väntar på att ge en väderprognos med hjälp av greenscreen.

Bluescreen är en filmteknik som går ut på att man filmar två klipp, varav ett filmas framför en blå skärm (därav namnet) och sedan klipps det blåa bort och ersätts med det andra filmklippet. Bluescreen används vanligen för både väderkartor och specialeffekter eftersom det är ett komplement till människors hudfärg. Användningen av blått är också knuten till det faktum att filmens blå emulsionsskikt har de finaste kristallerna och således bra detalj och minsta korn (i jämförelse med de röda och gröna emulsionsskikten). I den digitala världen föredrar man dock den gröna färgen eftersom digitalkameror fångar fler detaljer i den gröna kanalen och den kräver mindre ljus än blått.

## Greenscreen
Greenscreen har samma teknik som bluescreen fast med grön skärm. Greenscreen används också till specialeffekter och väderkartor och behöver mindre ljus än blått eftersom grön färg är mer kombinerad med ljus än blå färg. Greenscreen används ofta vid filminspelningar. I exempelvis Spider-Man-filmerna fungerade greenscreen bäst eftersom Spiderman bär en blå/röd dräkt. Om en bluescreen hade använts hade även dräktens blå partier försvunnit. Spidermans fiende Green Goblin däremot filmades framför en bluescreen eftersom han är grön. Effekterna är likadana i Superman Returns.

## Redscreen
Redscreen används i stort sett aldrig, eftersom röd inte är komplement med mänsklig hud. Den enda kända film där Redscreen använts är John McTiernans Rovdjuret från 1987. Där användes en röd dräkt i de scener monstret är kamouflerat. Eftersom filmen är filmad i en djungel användes en röd dräkt eftersom röd är komplement med djungeln och himlen.